# Petar Orlandić
Petar Orlandić (in serbo Петар Орландић?; Podgorica, 6 agosto 1990) è un calciatore montenegrino, attaccante del Bisamberg.

## Caratteristiche tecniche
È un centravanti.

## Statistiche

### Presenze e reti nei club
Statistiche aggiornate al 3 giugno 2017.
| Stagione              | Squadra               | Campionato            | Campionato | Campionato | Coppe nazionali | Coppe nazionali | Coppe nazionali | Coppe continentali | Coppe continentali | Coppe continentali | Altre coppe | Altre coppe | Altre coppe | Totale | Totale |
| Stagione              | Squadra               | Comp                  | Pres       | Reti       | Comp            | Pres            | Reti            | Comp               | Pres               | Reti               | Comp        | Pres        | Reti        | Pres   | Reti   |
| --------------------- | --------------------- | --------------------- | ---------- | ---------- | --------------- | --------------- | --------------- | ------------------ | ------------------ | ------------------ | ----------- | ----------- | ----------- | ------ | ------ |
| 2009-2010             | Zeta                  | 1D                    | 1          | 0          | CM              | 0               | 0               |                    | -                  | -                  | -           | -           | -           | 1      | 0      |
| 2010-2011             | Zeta                  | 1D                    | 10         | 1          | CM              | 0               | 0               | UEL                | 0                  | 0                  | -           | -           | -           | 10     | 1      |
| 2011-2012             | Zeta                  | 1D                    | 17         | 6          | CM              | 1               | 0               | UEL                | 0                  | 0                  | -           | -           | -           | 18     | 6      |
| 2012-2013             | Zeta                  | 1D                    | 22         | 6          | CM              | 2               | 0               | UEL                | 2                  | 1                  | -           | -           | -           | 26     | 7      |
| 2013-gen. 2014        | Zeta                  | 1D                    | 16         | 11         | CM              | 2               | 2               |                    | -                  | -                  | -           | -           | -           | 18     | 13     |
| gen.-giu. 2014        | Hapoel Tel Aviv       | L1                    | 6          | 1          | CI              | 0               | 0               |                    | -                  | -                  | -           | -           | -           | 6      | 1      |
| 2014-gen. 2015        | Zeta                  | 1D                    | 16         | 9          | CM              | 2               | 0               |                    | -                  | -                  | -           | -           | -           | 18     | 9      |
| Totale Zeta Golubovci | Totale Zeta Golubovci | Totale Zeta Golubovci | 82         | 33         |                 | 7               | 2               |                    | 2                  | 1                  |             | -           | -           | 91     | 36     |
| gen.-giu. 2015        | Stella Rossa          | SL                    | 13         | 5          | KS              | 0               | 0               |                    | -                  | -                  | -           | -           | -           | 13     | 5      |
| 2015-2016             | Stella Rossa          | SL                    | 6          | 3          | KS              | 0               | 0               | UEL                | 2                  | 0                  | -           | -           | -           | 8      | 3      |
| 2016-2017             | Stella Rossa          | SL                    | 11         | 6          | KS              | 2               | 1               |                    | -                  | -                  | -           | -           | -           | 13     | 7      |
| Totale Stella Rossa   | Totale Stella Rossa   | Totale Stella Rossa   | 30         | 14         |                 | 2               | 1               |                    | 2                  | 0                  |             | -           | -           | 34     | 15     |
| Totale carriera       | Totale carriera       | Totale carriera       | 118        | 48         |                 | 9               | 3               |                    | 4                  | 1                  |             | -           | -           | 131    | 52     |

## Palmarès
- Campionato serbo: 1

Stella Rossa: 2015-2016